# Bucaspor
Bucaspor er en sportsklub i Izmir,Tyrkiet.Officielt grundlagt i 1928 og er først og fremmest kendt for sin fodboldafdeling.Fodboldlandshold har vundet det Tyrkiske 3.Division sidste år.Det nye stadion blev bygget i 2008.Navn Buca Arena.Farverne er gul og mørkeblå.